# Bandar Alam Lama
Bandar Alam Lama is een bestuurslaag in het regentschap Ogan Komering Ulu Selatan van de provincie Zuid-Sumatra, Indonesië. Bandar Alam Lama telt 1180 inwoners (volkstelling 2010).